# UCI Asia Tour 2013
De UCI Asia Tour 2013 was de negende uitgave van de UCI Asia Tour, een van de vijf Continentale circuits op de wielerkalender 2013 van de UCI. Deze competitie omvatte 33 wedstrijden en liep van 20 oktober 2012 tot en met 29 september 2013.

## Uitslagen belangrijkste wedstrijden
Zijn opgenomen in deze lijst: alle wedstrijden van de categorieën 1.HC, 2.HC en 2.1.
| 1 | Leonid Krasnov        |
| 2 | Mohammed Saufi Mat    |
| 3 | Aleksandr Serebrjakov |
| 4 | Aleksandr Serebrjakov |
| 5 | Ramon Sinkeldam       |
| 6 | King Lok Cheung       |
| 7 | Dmitri Groezdev       |
| 8 | Ramon Sinkeldam       |
| 9 | Aleksandr Serebrjakov |

| 1 | Milan Kadlec          |
| 2 | Alois Kaňkovský       |
| 3 | Aleksandr Serebrjakov |
| 4 | Joeri Metloesjenko    |
| 5 | Aleksandr Serebrjakov |
| 6 | Sebastian Körber      |
| 7 | Sébastien Jullien     |
| 8 | Alois Kaňkovský       |

| 1 | Brent Bookwalter |
| 2 | BMC Racing Team  |
| 3 | Mark Cavendish   |
| 4 | Mark Cavendish   |
| 5 | Mark Cavendish   |
| 6 | Mark Cavendish   |

| 1 | Marcel Kittel     |
| 2 | Peter Sagan       |
| 3 | Peter Sagan       |
| 4 | Joaquim Rodríguez |
| 5 | Chris Froome      |
| 6 | Nacer Bouhanni    |

| 1  | Theo Bos          |
| 2  | Theo Bos          |
| 3  | Meiyin Wang       |
| 4  | Francesco Chicchi |
| 5  | Julián Arredondo  |
| 6  | Tom Leezer        |
| 7  | Andrea Guardini   |
| 8  | Bryan Coquard     |
| 9  | Bryan Coquard     |
| 10 | Francesco Chicchi |

| 1 | Kirill Pozdnyakov  |
| 2 | Nathan Earle       |
| 3 | Mohamed Mat Amin   |
| 4 | Zachary Bell       |
| 5 | Tsgabu Gebremariam |
| 6 | Benjamin Giraud    |
| 7 | Hayato Yoshida     |

| 1 | Taiji Nishitani    |
| 2 | Sung Baek Park     |
| 3 | Pierpaolo De Negri |
| 4 | Ben Dyball         |
| 5 | Nathan Earle       |
| 6 | Taiji Nishitani    |

| 1  | Sacha Modolo           |
| 2  | David de la Fuente     |
| 3  | Poor Seiedi            |
| 4  | Sacha Modolo           |
| 5  | Oleksandr Polivoda     |
| 6  | Robert Förster         |
| 7  | Yevgeni Nepomnyachshiy |
| 8  | Sacha Modolo           |
| 9  | Sacha Modolo           |
| 10 | Benjamin Giraud        |
| 11 | Sacha Modolo           |
| 12 | Sacha Modolo           |
| 13 | Jake Keough            |

| 1 | Jiří Hochmann     |
| 2 | Benjamin Giraud   |
| 3 | Alois Kaňkovský   |
| 4 | Maksym Averin     |
| 5 | Benjamin Giraud   |
| 6 | Kirill Pozdnyakov |

| 1 | Daniel Klemme   |
| 2 | Alois Kaňkovský |
| 3 | Alois Kaňkovský |
| 4 | Alois Kaňkovský |
| 5 | Daniel Klemme   |
| 6 | Rico Rodgers    |

## Professionele continentale ploegen 2013
In december 2013 werden de twintig professionele continentale ploegen bekendgemaakt door de UCI, Een daarvan, het Chinese Champion System Pro Cycling Team had een Aziatische licentie en reed in de UCI Asia Tour 2013.

## Tussenklassementen
Laatst bijgewerkt: 25 januari 2013
| Rang | Renner           | Punten |
| ---- | ---------------- | ------ |
| 1    | Choi Ki Ho       | 165    |
| 2    | Milan Kadlec     | 162    |
| 3    | Leonid Krasnov   | 82     |
| 4    | Alois Kaňkovský  | 68     |
| 5    | Benjamin Giraud  | 64     |
| 6    | Floris Goesinnen | 62     |
| 7    | David McCann     | 59     |
| 8    | En Huang         | 57     |
| 9    | Joeri Stallaert  | 54     |
| 10   | Kevin Peeters    | 54     |

| Rang | Ploegen              | Punten |
| ---- | -------------------- | ------ |
| 1    | ASC Dukla Phaha      | 230    |
| 2    | Crelan-Euphony       | 129    |
| 3    | Drapac Cycling       | 110    |
| 4    | La Pomme Marseille   | 95     |
| 5    | Team RusVelo         | 86     |
| 6    | Synergy Baku Cycling | 82     |
| 7    | Shimano Racing Team  | 39     |
| 8    | Nutrixxion Abus      | 36     |
| 9    | Torku Şekerspor      | 35     |
| 10   | Team Nippo-De Rosa   | 30     |

| Rang | Land        | Punten |
| ---- | ----------- | ------ |
| 1    | Hongkong    | 216    |
| 2    | Maleisië    | 110    |
| 3    | Japan       | 106    |
| 4    | China       | 75     |
| 5    | Vietnam     | 40     |
| 6    | Indonesië   | 31     |
| 7    | Oezbekistan | 29     |
| 8    | Iran        | 21     |
| 9    | Kazachstan  | 20     |
| 10   | Zuid-Korea  | 12     |

| Rang | Land        | Punten |
| ---- | ----------- | ------ |
| 1    | Hongkong    | 231    |
| 2    | Kazachstan  | 18     |
| 3    | Maleisië    | 14     |
| 4    | Oezbekistan | 14     |
| 5    | Japan       | 8      |
| 6    | Zuid-Korea  | 5      |
| 7    | Indonesië   | 3      |
| 8    | Vietnam     | 2      |

2005 · 
2006 · 
2007 · 
2008 · 
2009 · 
2010 · 
2011 · 
2012 · 
2013 · 
2014 ·
2015 ·
2016 ·
2017 ·
2018 ·
2019 ·
2020 ·
2021 ·
2022 ·
2023 · 
2024 · 
2025
Belangrijkste wedstrijden

Ronde van Hainan · Japan Cup · Ronde van Sharjah · Ronde van het Taihu-meer · Ronde van Fuzhou · Ronde van Dubai · Ronde van Qatar · Ronde van Oman · Ronde van Langkawi · Ronde van Taiwan · Ronde van Iran · Ronde van Japan · Ronde van Korea · Ronde van het Qinghaimeer · Ronde van China I · Ronde van China II · Ronde van Almaty